# Dichanthelium
Panic
Pour les articles homonymes, voir Panic.
Genre
Synonymes
- Dicanthelium (Hitchc. & Chase) Gould[2]

Dichanthelium est un genre de plantes de la famille des Poaceae. Il comprend plus de 90 espèces toutes originaires des Amériques. Il est appelé en français Panic.

## Répartition
Le genre a pour aire de répartition les Amériques,. Certaines espèces ont pu être introduites en Europe.

## Liste des espèces
Selon Plants of the World online (POWO) (19 décembre 2020) :

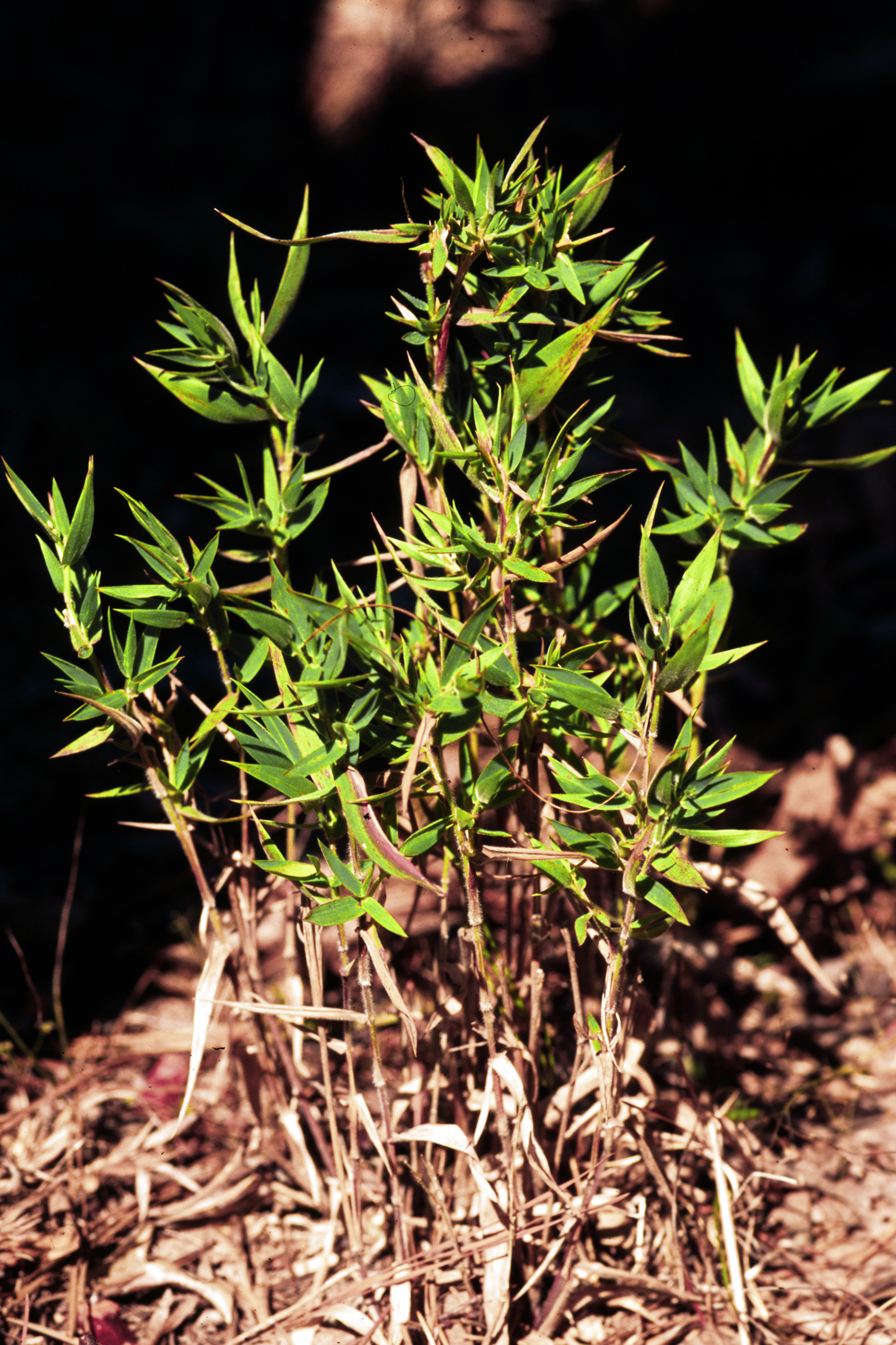
Dichanthelium acuminatum.

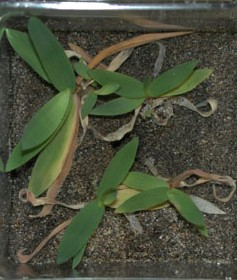
Dichanthelium lanuginosum.

- Dichanthelium aciculare (Desv.) Gould & C.A.Clark
- Dichanthelium aculeatum (Hitchc. & Chase) LeBlond
- Dichanthelium acuminatum (Sw.) Gould & C.A.Clark
- Dichanthelium adenorhachis (Zuloaga & Morrone) Zuloaga
- Dichanthelium aequivaginatum (Swallen) Zuloaga
- Dichanthelium angustifolium (Elliott) Gould
- Dichanthelium arenicoloides (Ashe) LeBlond
- Dichanthelium assurgens (Renvoize) Zuloaga
- Dichanthelium barbadense Salariato, Morrone & Zuloaga
- Dichanthelium bicknellii (Nash) LeBlond
- Dichanthelium boreale (Nash) Freckmann
- Dichanthelium boscii (Poir.) Gould & C.A.Clark
- Dichanthelium breve (Hitchc. & Chase) LeBlond
- Dichanthelium cabrerae (Zuloaga & Morrone) Zuloaga
- Dichanthelium caparaoense (Zuloaga & Morrone) Zuloaga
- Dichanthelium chamaelonche (Trin.) Freckmann & Lelong
- Dichanthelium clandestinum (L.) Gould
- Dichanthelium columbianum (Scribn.) Freckmann
- Dichanthelium commonsianum (Ashe) Freckmann
- Dichanthelium commutatum (Schult.) Gould
- Dichanthelium congestum (Renvoize) Zuloaga
- Dichanthelium consanguineum (Kunth) Gould & C.A.Clark
- Dichanthelium cryptanthum (Ashe) LeBlond
- Dichanthelium cucaense (Zuloaga & Morrone) Zuloaga
- Dichanthelium cumbucanum (Renvoize) Zuloaga
- Dichanthelium curtifolium (Nash) LeBlond
- Dichanthelium cynodon (Reichardt) C.A.Clark & Gould
- Dichanthelium davidsei (Zuloaga & Morrone) Zuloaga
- Dichanthelium depauperatum (Muhl.) Gould
- Dichanthelium dichotomum (L.) Gould
- Dichanthelium ensifolium (Baldwin ex Elliott) Gould
- Dichanthelium erectifolium (Nash) Gould & C.A.Clark
- Dichanthelium filiramum (Ashe) LeBlond
- Dichanthelium glabrifolium (Nash) LeBlond
- Dichanthelium hebotes (Trin.) Zuloaga
- Dichanthelium heliophilum (Chase ex Zuloaga & Morrone) Zuloaga
- Dichanthelium hillebrandianum (C.L.Hitchc.) C.A.Clark & Gould
- Dichanthelium hirstii (Swallen) Kartesz
- Dichanthelium implicatum (Scribn.) Kerguélen
- Dichanthelium inflatum (Scribn. & J.G.Sm.) J.R.Thomas
- Dichanthelium isachnoides (Hildebr.) C.A.Clark & Gould
- Dichanthelium itatiaiae (Swallen) Zuloaga
- Dichanthelium koolauense (H.St.John & Hosaka) C.A.Clark & Gould
- Dichanthelium lanuginosum (Elliott) Gould
- Dichanthelium latifolium (L.) Harvill
- Dichanthelium laxiflorum (Lam.) Gould
- Dichanthelium leibergii (Vasey) Freckmann
- Dichanthelium leucothrix (Nash) Freckmann
- Dichanthelium lindheimeri (Nash) Gould
- Dichanthelium linearifolium (Scribn.) Gould
- Dichanthelium longiligulatum (Nash) Freckmann
- Dichanthelium macrospermum Gould
- Dichanthelium malacon (Nash) LeBlond
- Dichanthelium malacophyllum (Nash) Gould
- Dichanthelium meridionale (Ashe) Freckmann
- Dichanthelium multiglandulosum Sánchez-Ken
- Dichanthelium mundum (Fernald) LeBlond
- Dichanthelium neuranthum (Griseb.) LeBlond
- Dichanthelium nodatum (Hitchc. & Chase) Gould
- Dichanthelium nudicaule (Vasey) B.F.Hansen & Wunderlin
- Dichanthelium oligosanthes (Schult.) Gould
- Dichanthelium ovale (Elliott) Gould & C.A.Clark
- Dichanthelium peristypum (Zuloaga & Morrone) Zuloaga
- Dichanthelium petropolitanum (Zuloaga & Morrone) Zuloaga
- Dichanthelium pinetorum (Swallen) LeBlond
- Dichanthelium polyanthes (Schult.) Mohlenbr.
- Dichanthelium portoricense (Desv.) B.F.Hansen & Wunderlin
- Dichanthelium praecocius (Hitchc. & Chase) Mohlenbr.
- Dichanthelium pycnoclados (Tutin) Davidse
- Dichanthelium ravenelii (Scribn. & Merr.) Gould
- Dichanthelium recognitum (Fernald) LeBlond
- Dichanthelium sabulorum (Lam.) Gould & C.A.Clark
- Dichanthelium scabriusculum (Elliott) Gould & C.A.Clark
- Dichanthelium sciurotis (Trin.) Davidse
- Dichanthelium sciurotoides (Zuloaga & Morrone) Davidse
- Dichanthelium scoparium (Lam.) Gould
- Dichanthelium sendulskyae (Zuloaga & Morrone) Zuloaga
- Dichanthelium sphaerocarpon (Elliott) Gould
- Dichanthelium spretum (Schult.) Freckmann
- Dichanthelium stigmosum (Trin.) Zuloaga
- Dichanthelium stipiflorum (Renvoize) Zuloaga
- Dichanthelium strigosum (Muhl. ex Elliott) Freckmann
- Dichanthelium subvillosum (Ashe) Mohlenbr.
- Dichanthelium superatum (Hack.) Zuloaga
- Dichanthelium surrectum (Zuloaga & Morrone) Zuloaga
- Dichanthelium telmatum (Swallen) Zuloaga
- Dichanthelium tenue (Muhl.) Freckmann & Lelong
- Dichanthelium thermale (Bol.) J.R.Thomas
- Dichanthelium transiens (Swallen) Sánchez-Ken
- Dichanthelium umbonulatum (Swallen) Davidse
- Dichanthelium villosissimum (Nash) Freckmann
- Dichanthelium viscidellum (Scribn.) Gould
- Dichanthelium webberianum (Nash) LeBlond
- Dichanthelium wilcoxianum (Vasey) Freckmann
- Dichanthelium wrightianum (Scribn.) Freckmann
- Dichanthelium xanthophysum (A.Gray) Freckmann